# District Railway

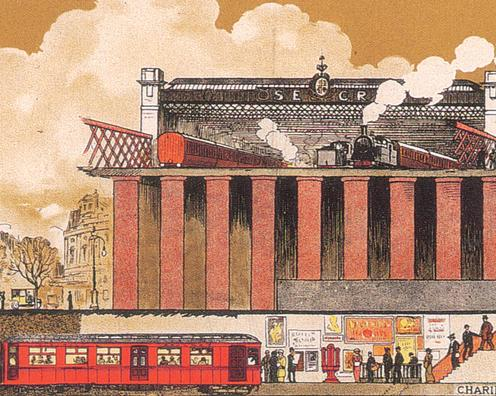
Dieses Poster aus dem Jahr 1914 zeigt die Station der District Railway unter dem Bahnhof Charing Cross.

Die District Railway, offiziell Metropolitan District Railway genannt, war eine Eisenbahngesellschaft und ein Vorgängerunternehmen der heutigen London Underground.

## Geschichte
Die District Railway war 1864 gegründet worden, um den Inner Circle, eine Ringstrecke im Zentrum von London, zu vollenden. Durch dieses zweite Unternehmen sollte die Metropolitan Railway, die seit 1863 die erste U-Bahn der Welt betrieb, bei der Suche nach Geldgebern entlastet werden. Die erste Strecke zwischen South Kensington und Westminster wurde 1868 eröffnet. In den ersten Jahren führte die Metropolitan Railway den Bahnbetrieb durch, bis die District Railway ab 1871 eigenes Rollmaterial einsetzte. Rasch dehnte sie ihr Streckennetz in die westlichen Vorstädte Fulham, Richmond, Ealing und Hounslow aus. 1884 vollendete sie den Inner Circle, ab 1902 verkehrte sie bis nach Upminster im Osten Londons.
District Railway und Metropolitan Railway befuhren gemeinsam die Ringstrecke, wobei sie sich – anders als ursprünglich bei der Gründung vorgesehen – einen heftigen Konkurrenzkampf lieferten (hauptsächlich wegen der persönlichen Rivalität ihrer Vorsitzenden James Staats Forbes bzw. Edward Watkin). Beide Gesellschaften setzten Dampfzüge ein und gerieten um die Jahrhundertwende durch neue, elektrisch betriebene U-Bahnstrecken unter Druck. Zur Finanzierung der Elektrifizierung ihres Streckennetzes wurde die District Railway 1901 vom US-amerikanischen Investor Charles Tyson Yerkes übernommen, der sie in die Holdinggesellschaft Underground Electric Railways Company of London (UERL) integrierte. 1905 verkehrten die ersten elektrischen Züge, die Umstellung auf die neue Traktion war im selben Jahr abgeschlossen.
Von 1911 bis 1939 verkehrten in Zusammenarbeit mit der London, Tilbury and Southend Railway (LT&SR) mehrmals täglich Züge bis nach Southend-on-Sea und Shoeburyness. Bei diesen Zügen kamen die eleganten und modernen Personenwagen des LT&SR Ealing Stock zum Einsatz. Am 1. Juli 1933 ging die District Railway zusammen mit den übrigen U-Bahnen der UERL, der Metropolitan Railway sowie den Straßenbahn- und im öffentlich-rechtlichen Unternehmen London Passenger Transport Board auf. Heute werden frühere Strecken und Stationen der District Railway von drei Linien der London Underground (District Line, Piccadilly Line, Circle Line) genutzt.